# The Spy
The Spy és una minisèrie televisiva de suspens d'espionatge francesa en llengua anglesa escrita i dirigida pels directors israelians Gideon Raff i Max Perry basada en la vida de l'espia del Mossad Eli Cohen a Síria, interpretada per Sacha Baron Cohen. Es basa en el llibre L'espion qui venait d'Israël, escrit per Uri Dan i Yeshayahu Ben Porat que, segons els autors, narra fets reals de la vida d'Eli Cohen. La sèrie és una producció de la companyia francesa Legende per a Canal + i Netflix. OCS emeté la sèrie a França i Netflix fora de França.

## Argument
La sèrie explica la història d'un espia israelià del Mossad, Eli Cohen. La història transcorre durant els anys previs a la Guerra dels Sis Dies de l'any 1967 etre Israel i Síria. Segueix el passat de Cohen a Egipte, el seu pas per l'Argentina per a relacionar-se amb immigrants i diplomàtics sirians i la seva infiltració al ministeri de defensa de Síria. Després d'establir relacions amistoses amb les persones que arribarien al poder a Síria, Cohen aconsegueix ser nomenat vice-ministre de defensa i és un confident proper al futur president Amin al-Hafiz.

## Controvèrsia
Hi ha hagut algunes discrepàncies sobre si la sèrie és prou acurada d'un punt de vista històric. D'acord amb l'expresident de Síria Amin al-Hafiz, ell no va reunir-se mai amb Cohen a l'Argentina i molt menys foren amics ni existia a Síria en aquell moment el càrrec de viceministre de defensa. Sí que existia el càrrec de conseller principal del ministre de defensa, càrrec que Cohen digué que havia aconseguit.
La sèrie mostra Cohen visitant bases militars i fortificacions als Alts del Golan. I s'explica que el suggeriment de Cohen de plantar arbres a prop de les fortificacions permeté a l'exèrcit d'Israel capturar els Alts del Golan a la Guerra dels Sis Dies dos anys després de la seva mort. Amb tot, alguns crítics àrabs diuen que les defenses sirianes foren modificades després del cop d'estat de 1966 (l'any després de l'execució de Cohen), i que la victòria israeliana del 1967 fou a causa del suport militar i financer de les potències occidentals.

## Personatges
- Sacha Baron Cohen és Eli Cohen / Kamel Amin Thaabet[2]
- Hadar Ratzon-Rotem és Nadia Cohen, esposa d'Eli
- Yael Eitan és Maya
- Noah Emmerich és Dan Peleg[7]
- Nassim Si Ahmed és Ma'azi Zaher al-Din
- Moni Moshonov és Jacob Shimoni
- Alona Tal és Julia Schneider
- Mourad Zaoui és Benny
- Alexander Siddig[8] és Ahmed Suidani
- Marc Maurille as Sergeant IDF[9]
- Waleed Zuaiter és Colonel Amin al-Hafiz
- Arié Elmaleh és Michel Aflaq
- Hassam Ghancy és Colonel Salim Hatum
- Uri Gavriel és sheikh Majid al-Ard
- Tim Seyfi és Mohammed bin Laden

## Episodis
| Núm. | Títol                       | Direcció    | Guió                    | Data d'estrena original |
| ---- | --------------------------- | ----------- | ----------------------- | ----------------------- |
| 1    | «The Immigrant»             | Gideon Raff | Gideon Raff             | 6 de setembre de 2019   |
| 2    | «What's New, Buenos Aires?» | Gideon Raff | Gideon Raff             | 6 de setembre de 2019   |
| 3    | «Alone in Damascus»         | Gideon Raff | Gideon Raff             | 6 de setembre de 2019   |
| 4    | «The Odd Couples»           | Gideon Raff | Gideon Raff & Max Perry | 6 de setembre de 2019   |
| 5    | «Fish Gotta Swim»           | Gideon Raff | Gideon Raff & Max Perry | 6 de setembre de 2019   |
| 6    | «Home»                      | Gideon Raff | Gideon Raff & Max Perry | 6 de setembre de 2019   |

## Recepció per part del públic
A Rotten Tomatoes, pàgina web americana que recull crítiques de films i programes de televisió, la sèrie té una qualificació d'aprovació del 83% basada en 23 ressenyes, amb una qualificació mitjana de 6,93 / 10. A Metacritic, una altra pàgina web similar, té una puntuació mitjana ponderada de 73 sobre 100, basada en nou crítics, cosa que indica "ressenyes generalment favorables".